# Ida Marie Hagen
Ida Marie Hagen, född 18 augusti 2000, är en norsk utövare av nordisk kombination. Hagen har vunnit den sammanlagda världscupen 2023/2024 och VM i mixed-dubbel 2023. På hemma-VM i Trondheim vann Hagen återigen VM-guld i mixed-dubbel.

## Tidig karriär och familj
Som ung hade Hagen mer inriktning på längdskidor. Men efter att ha haft körtelfeber, då hon inte kunde träna skidåkning under en period. Under denna period tränade hon mer backhoppning och så småningom blev det nordisk kombination. Ida Marie Hagens yngre syster, Mille Marie Hagen, tävlar också i kombination internationellt. Även fadern Jo Morten Hagen är en tidigare utövare av nordisk kombination.